# Джебраилов, Мазаир Гамидович
Мазаир Гамидович (Гамид оглы) Джебраилов (азерб. Məzahir Həmidoviç Cəbrayılov; 5 мая 1909, Шаган, Бакинская губерния — 16 ноября 1976, Баку) — советский азербайджанский государственный и партийный деятель, доктор сельскохозяйственных наук, Герой Социалистического Труда (1948).

## Биография
Родился 5 мая 1909 года в селе Шаган Бакинского уезда Бакинской губернии (ныне посёлок в Хазарском районе Баку).
Окончил Азербайджанский сельскохозяйственный институт имени Агамали оглы и Высшую партийную школу при ЦК КПСС.
С 1934 года ассистент, доцент, с 1938 года ректор, с 1942 года проректор Азербайджанского сельскохозяйственного института. Доктор сельскохозяйственных наук (1962), профессор (1969). Позже заведующий лабораторией там же. Автор более 100 научных работ, исследования посвящены использованию макро- и микроэлементов для выращивания овощей и сельскохозяйственных культур в условиях открытого и прикрытого грунта в Апшеронском, Кубинском и Ленкоранском районах.
С 1942 года председатель исполкома Низаминского райсовета города Кировабад, первый секретарь Акстафинского и Маштагинского райкомов партии. В 1947 году своей работой обеспечил перевыполнение в целом по Акстафинскому району плана по сбору хлопка на 26,2 процентов.
С 1973 года пенсионер союзного значения
Указом Президиума Верховного Совета СССР от 10 марта 1948 года за получение в 1947 году высоких урожаев хлопка Джебраилову Мазаиру Гамидовичу присвоено звание Героя Социалистического Труда с вручением ордена Ленина и золотой медали «Серп и Молот».
Активно участвовал в общественной жизни Азербайджана. Член КПСС с 1939 года. Депутат Верховного Совета Азербайджанской ССР 2-го созыва.
Скончался 16 ноября 1976 года в Баку.